# Deroptyus accipitrinus

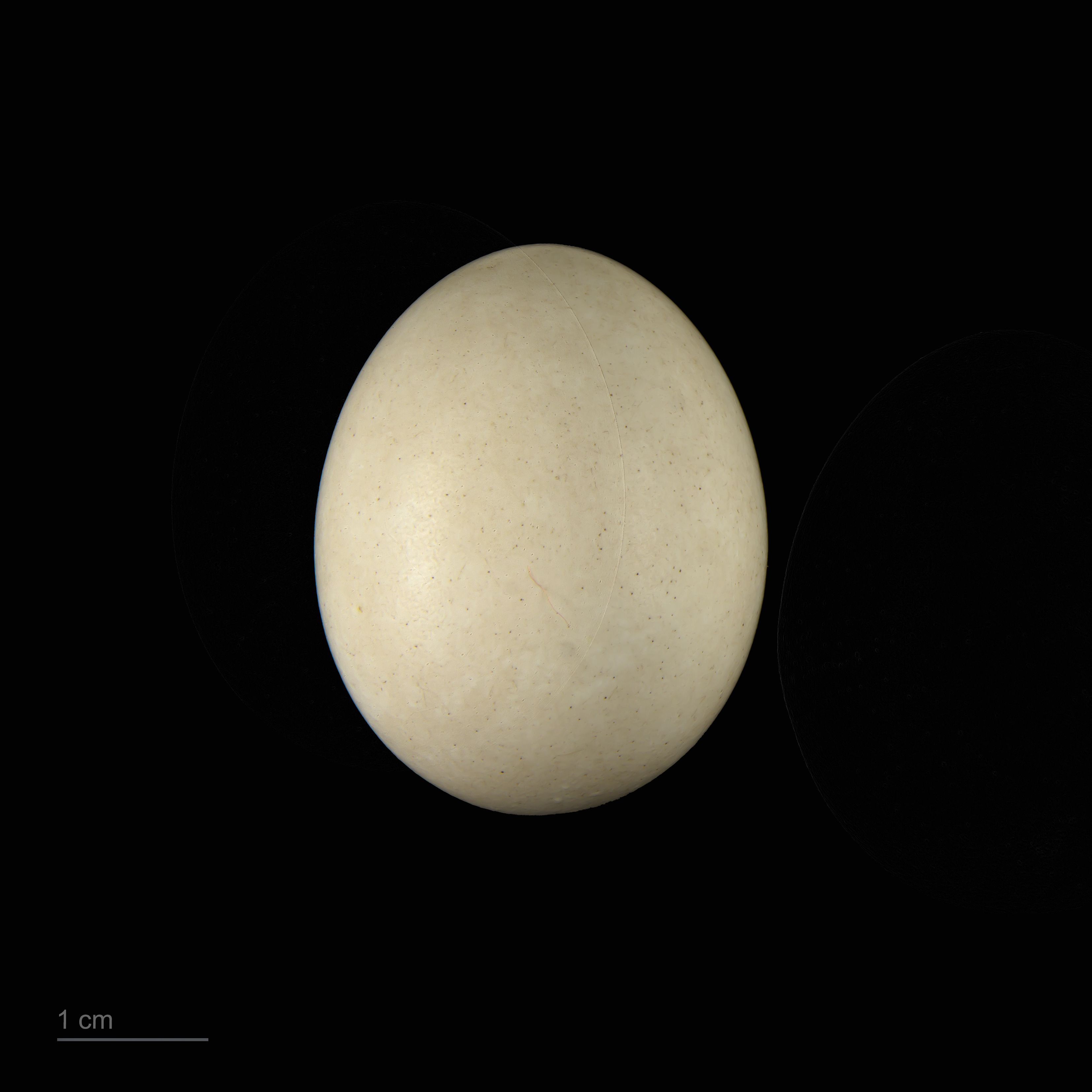
Deroptyus accipitrinus

Il pappagallo dal ventaglio (Deroptyus accipitrinus Linnaeus, 1758) è un uccello della famiglia degli Psittacidi. È l'unica specie del genere Deroptyus Wagler, 1832.

## Descrizione
Pappagallo di taglia attorno ai 35 cm, presenta una colorazione base verde, fronte e corona bianche, penne delle guance marroni con il rachide bianco, penne della nuca, del capo e del petto rosse bordate di blu, iride gialla, becco e zampe nerastre. In atteggiamento di minaccia le penne del capo sono erette come una corona e l'uccello si muove ondeggiando ed emettendo uno strano sibilo. È classificato in due sottospecie: D. a. accipitrinus e D. a. fuscifrons, che si differenzia per l'assenza del bianco frontale.

## Distribuzione e habitat
Vive nella parte settentrionale del bacino del Rio delle Amazzoni: Guyana, Venezuela meridionale, Brasile (regione del Pará), Colombia sud-occidentale e Perù nord-orientale. Piuttosto numeroso in natura, è molto raro in cattività dove sono poche le coppie riproducenti.
Frequenta foreste primarie, foreste secondarie, foreste costiere e savane fino ai 400 metri di quota.

## Biologia
Vive in coppie o in gruppi fino a 30 individui; passa la maggior parte della giornata in cima agli alberi a mangiare: frutta, bacche, germogli, semi sono la sua dieta base; è goloso dei frutti delle palme Awarra e Cuyuru. Nidifica in febbraio-marzo in nidi abbandonati dai picchi a circa 20 metri di altezza.